# Barbara Hansel
Barbara Hansel (Oberndorf, 18 de setembro de 1983) é uma jogadora de vôlei de praia austríaca, medalhista de prata no Campeonato Europeu de 2001 na Noruega.

## Carreira
Na temporada de 2011 formava dupla com Sara Montagnolli na conquista da medalha de prata no Campeonato Europeu de 2011 na cidade de Kristiansand, iniciou a parceria em 2008 e perdurou até 2012.
Em 2014 passou a competir ao lado de Stefanie Schwaiger conquistaram no circuito mundial de 2015 o segundo lugar no Aberto de Xiamen e o quarto posto no Aberto de Lucerna e competiram juntas até 2016.

## Títulos e resultados
- Aberto de Xiamen do Circuito Mundial de Vôlei de Praia de 2015
- Aberto de Marselha do Circuito Mundial de Vôlei de Praia de 2010
- Aberto de Lucerna do Circuito Mundial de Vôlei de Praia de 2015
- Aberto de Sanya do Circuito Mundial de Vôlei de Praia de 2012
- Grand Slam de Stare Jabłonki do Circuito Mundial de Vôlei de Praia de 2010
- Grand Slam de Klagenfurt do Circuito Mundial de Vôlei de Praia de 2010
- Grand Slam de Klagenfurt do Circuito Mundial de Vôlei de Praia de 2009